# Münchner Symphoniker
I Münchner Symphoniker (lett. "Sinfonici di Monaco") sono un'orchestra tedesca con sede a Monaco di Baviera. Le sedi principali dei suoi concerti sono la Herkulessaal, il Prinzregententheater e la Philharmonie al Gasteig.

## Storia
Kurt Graunke fondò l'orchestra come Graunke Symphony Orchestra nel 1945. Il gruppo diede il suo primo concerto il 25 settembre 1945, come beneficenza a favore della Croce Rossa Bavarese. L'orchestra cominciò a dare regolarmente concerti nel 1949. Ha acquisito il suo nome attuale nel 1990.
L'attuale direttore principale dell'orchestra è Kevin John Edusei, a partire dalla stagione 2014-2015. Nel mese di giugno 2016, l'orchestra ha annunciato l'estensione del contratto di Edusei fino alla stagione 2021-2022. Philippe Entremont ha il titolo di Ehrendirigent (direttore onorario) dell'orchestra. Dalla stagione 2011-2012, direttore ospite principale dell'orchestra è stato Ken-David Masur.
L'orchestra ha registrato la musica per oltre 500 film, tra cui l'adattamento di George Bruns della musica del balletto La bella addormentata di Pëtr Il'ič Čajkovskij per La bella addormentata nel bosco di Walt Disney, El Cid di Miklós Rózsa, la colonna sonora di Jerry Goldsmith per Il vento e il leone, la musica di Christopher Young per Hellbound: Hellraiser II - Prigionieri dell'Inferno, lo spartito di Victor Young per The Brave One e la colonna sonora di Howard Shore per Il silenzio degli innocenti. L'Orchestra ha eseguito la colonna sonora di una serie di episodi della serie televisiva Le avventure del giovane Indiana Jones nel 1990.

## Direttori principali
- Kurt Graunke (1945−1989)
- Christoph Stepp (1990−1999)
- Heiko Mathias Förster (1999−2006)
- Georg Schmöhe (2006−2013)
- Kevin John Edusei (2014–presente)